# Лаго
Лаго (итал. Lago) — коммуна в Италии, располагается в регионе Калабрия, подчиняется административному центру Козенца.
Население составляет 3092 человека, плотность населения составляет 63 чел./км². Занимает площадь 49 км². Почтовый индекс — 87035. Телефонный код — 0982.
Покровителем коммуны почитается святитель Николай Мирликийский. Праздник ежегодно празднуется 6 декабря.